# 김창한
김창한(金彰漢, 일본식 이름: 金山昌市가네야마 마사이치, 1870년 9월 28일 ~ 1950년 11월 8일)은 대한제국과 일제강점기의 관료로, 본관은 안동(安東), 본적은 경성부 원서정이다. 다른 이름으로 김성의(金聖儀)가 있으며 일본 망명 당시에는 한때 안도 이치로(安東一郞)라는 일본어 가명을 쓰기도 했다.

## 생애
1895년 외부아문 주사와 인천항 서기관, 인천부 주사를 역임했으며 1896년 1월 7일부터 1900년 8월 13일까지 인천우체사장으로 근무했다. 1900년 8월 박영효 쿠데타 음모 사건에 관련되어 일본으로 망명했고 그 해 11월에 열린 궐석재판에서 종신 유배형을 선고받게 된다. 1902년 1월 대한제국 황실 국경일을 맞아 2년 6개월 유배형으로 감형되었으며 1906년 2월 귀국, 방면된다.
1906년 4월 한성부 참서관, 1906년 8월 내무경무국장, 1907년 5월 대한제국 중추원 찬의, 1908년 12월 동래부윤을 역임했으며 한일 병합 조약 체결 이후인 1910년 10월 1일 황해도 참여관으로 임명되었다. 1912년 4월 24일과 1914년 10월 22일 조선총독부로부터 목배 1개를 받았고 1912년 8월 1일 일본 정부로부터 한국병합기념장을 받았다. 1914년부터 1918년까지 황해도 지방토지조사위원회 위원을 역임했으며 1915년 11월 10일 일본 정부로부터 다이쇼대례기념장을 받았다.
1921년 2월 12일부터 1923년 2월 11일 2년 동안 참여관직을 휴직했으며 1921년 4월 19일 일본 정부로부터 훈4등 서보장을 받았다. 참여관 휴직 기간이 끝난 이후부터 전라북도 정읍군수(1923년 2월 26일 임명), 전라북도 옥구군수(1924년 12월 24일 임명), 강원도 참여관(1926년 9월 6일 임명)을 차례로 역임했다. 1926년 9월 7일부터 1932년 9월 6일까지 조선총독부 중추원 참의를 역임했고 1926년 10월 6일에는 귀족의 예우를 받은 서위인 종4위에 서위되었다.
1928년 2월 친일 유교 단체인 유도진흥회(儒道振興會) 총무로 선임되었으며 1929년 3월 대성원(大聖院, 유도진흥회를 확대 개편한 친일 유교 단체) 총무, 1933년 1월 대성원 부설 모성(慕聖)유치원장, 1940년 대성원 원장을 차례로 역임했다. 친일파 708인 명단의 중추원 부문과 도 참여관 부문, 민족문제연구소의 친일인명사전 수록자 명단의 중추원 부문과 관료 부문, 친일반민족행위진상규명위원회가 발표한 친일반민족행위 705인 명단에 포함되었다.

## 참고자료
- 친일반민족행위진상규명위원회 (2009). 〈김창한〉. 《친일반민족행위진상규명 보고서 Ⅳ-4》. 서울. 377~387쪽.